# Micky Maus

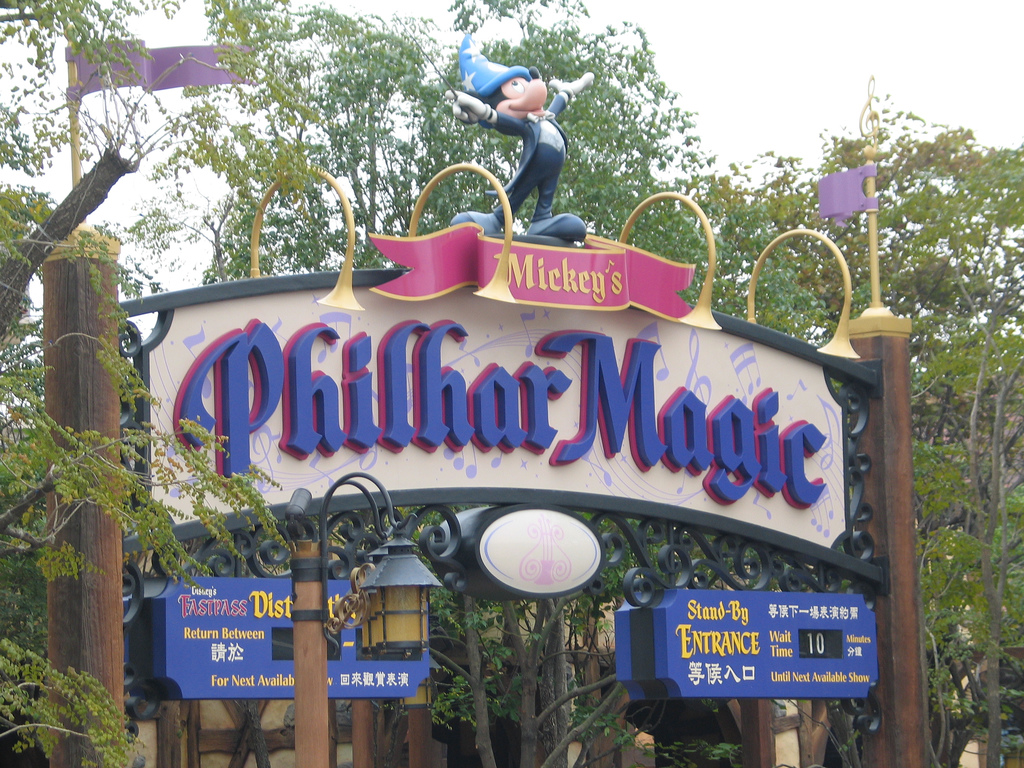
Micky Maus als Statue über dem Eingang des Filmtheaters Mickey’s PhilharMagic im Hong Kong Disneyland

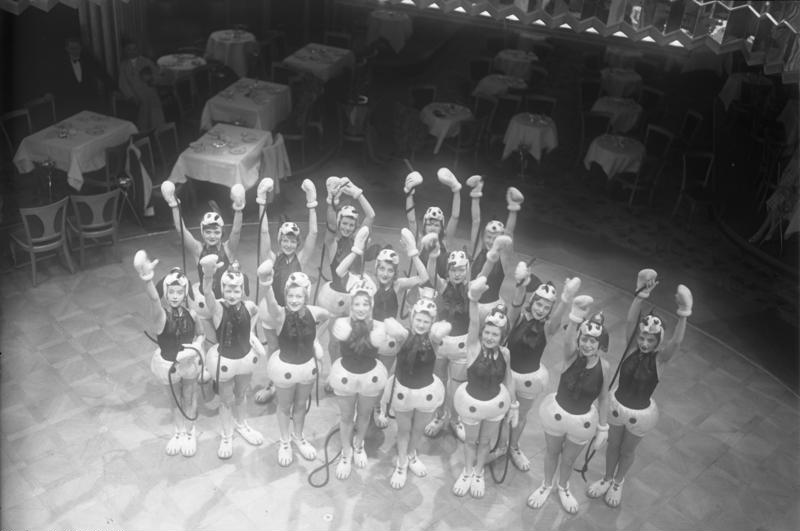
Tänzerinnen einer Micky-Maus-Revue, 1931 in Berlin

Micky Maus (englisch Mickey Mouse) ist eine von Walt Disney und Ub Iwerks erschaffene Zeichentrickfigur in Form einer anthropomorphen Maus. Sie gehört zu den berühmtesten Kunstfiguren weltweit und ist die bekannteste Figur aus der Disneywelt. Anfänglich nur in Zeichentrickfilmen zu sehen, wurde Micky Maus rasch auch zur erfolgreichen Comicfigur und im Laufe der folgenden Jahre auch international zu einem großen Erfolg.

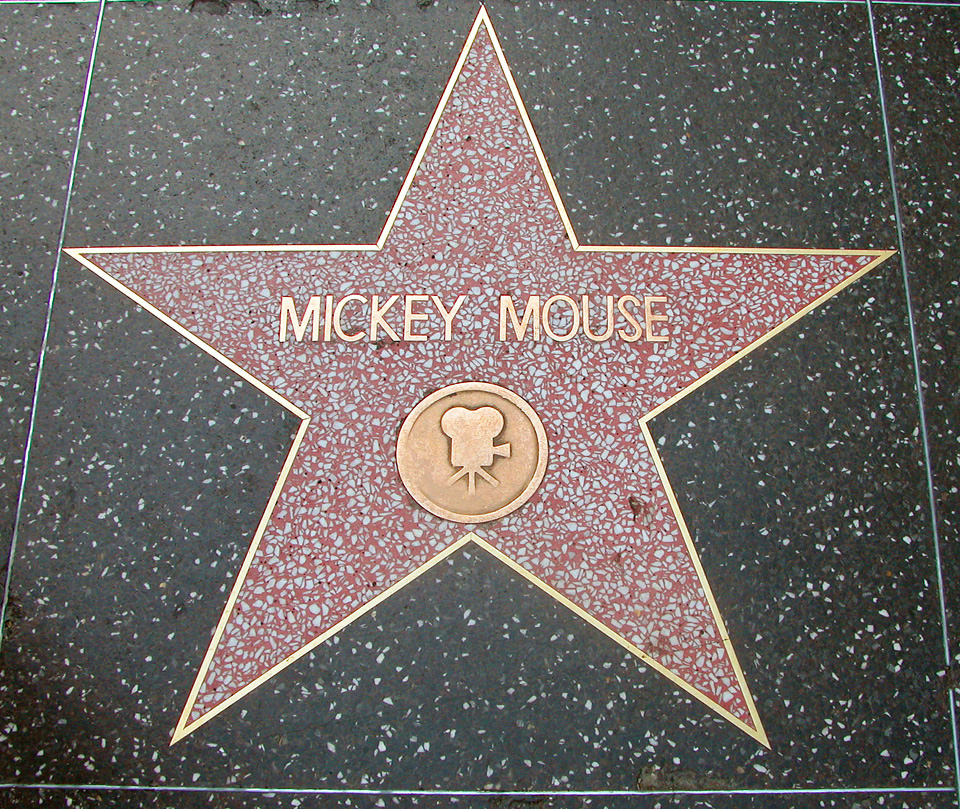
Stern auf dem Hollywood Walk of Fame von Mickey Mouse

## Figur
Micky Maus (den sein Schöpfer anfangs Mortimer Mouse nennen wollte) war die Hauptfigur des 1928 gedrehten 6-minütigen Stummfilms Plane Crazy. Anschließend wurde der 8-minütige Tonfilm Steamboat Willie gedreht. Dieser wurde am 18. November 1928 im Colony Theatre in New York City uraufgeführt und wurde ein großer Erfolg. Dieses Datum gilt auch als Geburtstag von Micky Maus. In Steamboat Willie trat auch Mickys späterer Widersacher Black Pete (Kater Karlo) auf.
Ein Grund für die Popularität dieses Films war, dass es der erste bekannte Zeichentrickfilm mit Ton war. Die Stimme der dort ihre Freundin Minnie beschützenden Maus war die von Walt Disney selbst, und dessen Wunsch, diese auch alle hören zu lassen, hätte ihn fast ruiniert. Bei den Tonaufnahmen hatten die Röhren des Verstärkers ihren Geist aufgegeben, und das kleine Studio von Disney, seinem Bruder Roy und ihrem Partner Ub Iwerks stand damit vor der Pleite. Walt verkaufte sein Auto, um Stimme und Orchesterbegleitung produzieren zu können. Von der ersten Sprechrolle in The Karnival Kid (1929) bis 1946 sprach Disney in den Filmen Micky selbst. Von dem Abschnitt Mickey and the Beanstalk im Film Fun and Fancy Free übernahm James G. MacDonald bis in die Mitte der 1970er-Jahre die Sprechrolle. Wayne Allwine sprach Mickys Stimme ab Mickey’s Christmas Carol (1983) bis zu seinem Tod im Mai 2009.
Disney war durch äußere Umstände mehr oder weniger „gezwungen“ worden, diese Figur zu entwickeln. Bis dahin hatte er mit dem recht erfolgreichen Oswald the Lucky Rabbit sein Geld verdient. Die Rechte daran hatte er nach einem Rechtsstreit aber an seine ehemaligen Finanziers verloren. Daraufhin soll er in Zusammenarbeit mit Ub Iwerks die Comic-Maus „Mortimer“ erdacht haben. Seine Frau Lillian fand den Namen zu aufgeblasen und schlug „Mickey“ vor.
Bei seinen ersten Auftritten ähnelte Micky einem Oswald mit kürzeren Ohren und verlängertem Schwanz. Bald änderte sich sein Aussehen: zunächst bekam er umrandete Augen statt punktförmiger und war so zu einer größeren Mimik fähig. Ab dem Film The Opry House (1929) trägt Micky Handschuhe. Eine Eigenart wurde nicht abgeändert: Wie fast alle Trickfiguren hat auch Micky nur vier Finger. Dies sollte den Animationsaufwand verringern. Micky trug deshalb lange nur eine einfache Hose mit zwei Knöpfen. Ab 1945 trug Micky Maus lange Hosen.
Nach Mickys großen Erfolgen in den 1930er-Jahren wurden auch Nebenfiguren wie der 1934 erfundene Donald Duck beliebt und populär. Ab den 1940er Jahren entstanden daher nur noch wenige Filme mit Micky Maus in der Hauptrolle.
1940 sollte Micky Maus mit seinem Auftritt als Zauberlehrling in dem Film Fantasia an frühere Erfolge anknüpfen. In Farbe und mit Stereoton zeigte der Film Techniken der Animation, die damals bahnbrechend waren. Der Film spielte seine Produktionskosten zunächst nicht ein. Bei Aufführungen ab den 1960er-Jahren war er erfolgreich.
Micky Maus ist neben Donald Duck, den Rugrats und den Simpsons eine der wenigen Trickfilm- bzw. Comicfiguren, die es zu einem Stern auf dem berühmten Walk of Fame in Hollywood gebracht haben (bei der Adresse 6925 Hollywood Blvd.).

## Vermarktung
Disney hatte schon bei der Vermarktung von Oswald erste Erfahrungen damit gemacht, eine Zeichentrickfigur als Marke aufzubauen; bei Micky wurde das Merchandising zu einem enormen Geschäft. 1930 erschien das erste Lizenzprodukt: Gegen eine Gebühr von 300 Dollar durfte ein Unternehmen Schulmappen mit der Maus bedrucken. Drei Jahre später war die Markenmacht so gewachsen, dass sie ein ganzes Unternehmen retten konnte. Die Uhrenfabrik Ingersoll-Waterbury widerstand der sicher drohenden Pleite dank der Lizenz zur Produktion von Micky-Maus-Uhren. Innerhalb weniger Jahre verdiente Disney mit solchen Geschäften Millionen. Später wirkte Micky in zahlreichen Videospielen mit, unter anderem auch in der erfolgreichen Kingdom-Hearts-Reihe. Mit Micky Epic erschien im November 2010 für Nintendo Wii ein Adventure, das auch die Comic/Zeichentrick-Anfänge von Micky genauer unter die Lupe nimmt. Im November 2012 erschienen mit Disney Micky Epic: Die Macht der 2 (Wii, Wii U, Xbox 360, PS3, PS Vita) und Disney Micky Epic: Die Macht der Fantasie (3DS) zwei weitere Ableger des Franchises.

## Comic
Zwei Jahre nach seinem Leinwanddebüt, am 13. Januar 1930, erschien der erste Comic (He’s Going to Learn to Fly Like Lindy) mit Micky Maus in amerikanischen Tageszeitungen (auch Plane Crazy betitelt). Bald lasen weltweit Millionen Menschen die Geschichten. Die Zeitungscomicstrips wurden zum großen Teil von Floyd Gottfredson gezeichnet, der Figuren aus den Filmen übernahm (z. B. Goofy) und neue (wie Das schwarze Phantom (Plattnase), Kommissar Hunter, Gamma) einführte. Für die Comic-Hefte war insbesondere Paul Murry von Bedeutung.
Mitte 1930 wurde in der Arbeiter Illustrierte Zeitung in Heft Nummer 24 der erste ‚Micky Maus‘-Zeitungsstrip (Titel "Reingefallen!") in Deutschland veröffentlicht. Am 27. Dezember 1930 wurde ein Micky-Comic in der Kölnischen Illustrierten Zeitung veröffentlicht, die den Beginn einer Serie von 12 weiteren Geschichten zu Beginn des Jahres 1931 markierte. Im Jahr 1937 gab es bereits eine kurzlebige Schweizer Micky Maus Zeitung.
1942 zeichnete der im Camp de Gurs internierte Horst Rosenthal den Comic Mickey au camp de Gurs, in dem er die Figur der Micky Maus das Lagerleben erleben und ironisch-sarkastisch karikieren lässt. Pnina Rosenberg stellte dazu in einem 2013 veröffentlichten Aufsatz fest, dass dieses „Comic-Heftchen […] heute ein fester Bestandteil der bekannten ikonographischen Zeugnisse über die französischen Internierungslager und die darin gefangen gehaltenen ‚unerwünschten Ausländer‘ [ist]. Micky Maus, die schon damals sehr bekannte Figur aus amerikanischen Zeichentrickfilmen, erscheint hier in einer Persiflage auf die Unbill, die viele Flüchtlinge aus dem Deutschen Reich während des Krieges erleiden mussten.“
Da ab 1950 in Europa eine hohe Nachfrage nach Disney-Comics entstand, die mit dem Material aus Amerika nicht befriedigt werden konnte, wurden ab den 1950er Jahren viele Comics in Italien gezeichnet. Hier ist insbesondere Romano Scarpa zu nennen. Heutzutage spielen die Vereinigten Staaten von Amerika als Produzent von Disney-Comics keine Rolle mehr. Die in Deutschland erscheinenden Geschichten stammen fast ausschließlich aus Dänemark und Italien, z. T. noch aus den Niederlanden und vereinzelt anderen Ländern (Frankreich, Brasilien).
Der Produktionsort lässt sich aus dem Storycode ableiten, der meistens im ersten Bild der Geschichten eingefügt ist. So stammt z. B. eine Geschichte mit dem Code I TL 1723 aus Italien, eine mit dem Code H 23148 aus den Niederlanden. Geschichten mit dem Buchstaben D wurden für den dänischen Egmont-Verlag produziert, der auch Zeichner aus anderen Ländern – u. a. Amerika – beschäftigt.
Die Comics erscheinen in Deutschland seit 1951 regelmäßig in der Heftreihe „Micky Maus“.

## Synchronisation
In deutschen Fassungen der Serien, in denen Micky Maus auftaucht, wird er seit Mitte der 1990er Jahre von Mario von Jascheroff gesprochen.

## Rechtliches
Nach den ursprünglichen gesetzlichen Regelungen der USA wäre Mickey Mouse heute kein urheberrechtlich geschütztes Werk mehr. Die Verlängerung des Schutzes wurde jedoch durch eine Gesetzesänderung ermöglicht, den sogenannten Sonny Bono Copyright Term Extension Act. Seit dem 1. Januar 2024 ist die erste Version von Micky Maus sowie die erste Version von Minnie Maus aus dem Kurzfilm Steamboat Willie (1928) in den Vereinigten Staaten gemeinfrei und darf von jedem verwendet werden, wobei jedoch die kommerzielle Nutzung der Figuren eingeschränkt ist. In den meisten europäischen Ländern ist die Figur weiterhin urheberrechtlich geschützt.